# Record europei under 20 di atletica leggera
I record europei under 20 di atletica leggera rappresentano le migliori prestazioni di atletica leggera stabilite a livello europeo dagli atleti appartenenti alla categoria under 20 e ratificate ufficialmente dalla European Athletics.

## Outdoor

### Maschili
Statistiche aggiornate all'8 giugno 2024.
| 100 m (v.) | Lungo (v.) | Peso    | Alto   | 400 m | 110 m hs (v.) | Disco   | Asta   | Giavellotto | 1500 m  |
| ---------- | ---------- | ------- | ------ | ----- | ------------- | ------- | ------ | ----------- | ------- |
| 10"76      | 7,66 m     | 14,41 m | 2,09 m | 48"37 | 14"37         | 41,76 m | 4,80 m | 62,90 m     | 4'34"04 |

| 100 m (v.)       | Lungo (v.)        | Peso           | Alto   | 400 m | 110 m hs (v.)              | Disco              | Asta   | Giavellotto | 1500 m  |
| ---------------- | ----------------- | -------------- | ------ | ----- | -------------------------- | ------------------ | ------ | ----------- | ------- |
| 11"48 (-1,3 m/s) | 7,20 m (+1,6 m/s) | 15,37 m (6 kg) | 2,05 m | 48"42 | 14"55 (-0,2 m/s) (99,0 cm) | 48,49 m (1,750 kg) | 4,70 m | 68,05 m     | 4'15"52 |

### Femminili
Statistiche aggiornate all'8 giugno 2024.
| Specialità              | Prestazione | Atleta                                                        | Nazione                                 | Data              | Luogo                          | Età                                                                                |
| ----------------------- | --- | ------------------------------------------------------------- | --------------------------------------- | ----------------- | ------------------------------ | ---------------------------------------------------------------------------------- |
| 100 m piani             | 10"88 (+2,0 m/s) | Marlies Oelsner                                               | Germania Est                            | 1º luglio 1977    | Dresda, Germania Est           | 19 anni e 102 giorni                                                               |
| 200 m piani             | 22"19 (+1,5 m/s) | Natal'ja Bočina                                               | Unione Sovietica                        | 30 luglio 1980    | Mosca, Russia                  | 18 anni e 208 giorni                                                               |
| 400 m piani             | 49"42 | Grit Breuer                                                   | Germania                                | 27 agosto 1991    | Tokyo, Giappone                | 19 anni e 192 giorni                                                               |
| 800 m piani             | 1'55"88 | Keely Hodgkinson                                              | Gran Bretagna                           | 3 agosto 2021     | Tokyo, Giappone                | 19 anni e 153 giorni                                                               |
| 1 000 m piani           | 2'34"89 | Audrey Werro                                                  | Svizzera                                | 17 giugno 2023    | Nizza, Francia                 | 19 anni e 82 giorni                                                                |
| 1 500 m piani           | 4'04"24 | Nelya Neporadna                                               | Ucraina                                 | 29 agosto 2003    | Saint-Denis, Francia           | 18 anni e 31 giorni                                                                |
| Miglio                  | 4'17"57 | Zola Budd                                                     | Gran Bretagna                           | 21 agosto 1985    | Zurigo, Svizzera               | 19 anni e 87 giorni                                                                |
| 3 000 m piani           | 8'28"83 | Zola Budd                                                     | Gran Bretagna                           | 7 settembre 1985  | Roma, Italia                   | 19 anni e 104 giorni                                                               |
| 5 000 m piani           | 14'48"07 | Zola Budd                                                     | Gran Bretagna                           | 26 agosto 1985    | Londra, Regno Unito            | 19 anni e 92 giorni                                                                |
| 10 000 m piani          | 31'40"42 | Annemari Sandell                                              | Finlandia                               | 27 luglio 1996    | Atlanta, Stati Uniti d'America | 19 anni e 207 giorni                                                               |
| 3 000 m siepi           | 9'32"74 | Gesa Felicitas Krause                                         | Germania                                | 30 agosto 2011    | Taegu, Corea del Sud           | 19 anni e 27 giorni                                                                |
| 100 m ostacoli          | 12"85 (+2,0 m/s) | Elvira Herman                                                 | Bielorussia                             | 24 luglio 2016    | Bydgoszcz, Polonia             | 19 anni e 197 giorni                                                               |
| 400 m ostacoli          | 55"46 | Ionela Târlea                                                 | Romania                                 | 11 agosto 1995    | Göteborg, Svezia               | 19 anni e 183 giorni                                                               |
| Salto in alto           | 2,04 m | Jaroslava Mahučich                                            | Ucraina                                 | 30 settembre 2019 | Doha, Qatar                    | 18 anni e 11 giorni                                                                |
| Salto con l'asta        | 4,71 m(i) | Wilma Murto                                                   | Finlandia                               | 31 gennaio 2016   | Zweibrücken, Germania          | 17 anni e 234 giorni                                                               |
| Salto in lungo          | 7,14 m (+1,1 m/s) | Heike Drechsler                                               | Germania Est                            | 4 giugno 1983     | Bratislava, Cecoslovacchia     | 18 anni e 170 giorni                                                               |
| Salto triplo            | 14,62 m (+1,0 m/s) | Tereza Marinova                                               | Bulgaria                                | 25 agosto 1996    | Sydney, Australia              | 18 anni e 335 giorni                                                               |
| Getto del peso          | 20,54 m | Astrid Kumbernuss                                             | Germania Est                            | 1º luglio 1989    | Orimattila, Finlandia          | 19 anni e 146 giorni                                                               |
| Lancio del disco        | 74,40 m | Ilke Wyludda                                                  | Germania Est                            | 13 settembre 1988 | Berlino Est, Germania Est      | 19 anni e 169 giorni                                                               |
| Lancio del martello     | 73,43 m | Silja Kosonen                                                 | Finlandia                               | 28 giugno 2021    | Vaasa, Finlandia               | 18 anni e 194 giorni                                                               |
| Lancio del giavellotto  | 63,52 m | Adriana Vilagoš                                               | Serbia                                  | 2 agosto 2022     | Cali, Colombia                 | 18 anni e 212 giorni                                                               |
| Eptathlon               | 6 542 punti | Carolina Klüft                                                | Svezia                                  | 10 agosto 2002    | Monaco di Baviera, Germania    | 19 anni e 189 giorni                                                               |
| Eptathlon               | \| 100 m hs (v.) \| Alto \| Peso \| 200 m (v.) \| Lungo (v.) \| Giavellotto \| 800 m \| \| ---------------- \| ------ \| ------- \| ---------------- \| ----------------- \| ----------- \| ------- \| \| 13"33 (-0,3 m/s) \| 1,89 m \| 13,16 m \| 23"71 (-0,3 m/s) \| 6,36 m (+1,1 m/s) \| 47,61 m \| 2'17"99 \| |                                                               |                                         |                   |                                |                                                                                    |
| Marcia 10 000 m (pista) | 42'47"25 | Anežka Drahotová                                              | Rep. Ceca                               | 23 luglio 2014    | Eugene, Stati Uniti d'America  | 19 anni e 1 giorno                                                                 |
| Marcia 10 km (strada)   | 42'44" | Tatyana Kalmykova                                             | Russia                                  | 10 maggio 2008    | Čeboksary, Russia              | 18 anni e 121 giorni                                                               |
| Staffetta 4×100 m       | 43"27 | Katrin Fehm Keshia Beverly Kwadwo Sophia Junk Jennifer Montag | Germania Squadra nazionale under 20     | 23 luglio 2017    | Grosseto, Italia               | 19 anni e 98 giorni 18 anni e 13 giorni 18 anni e 144 giorni 19 anni e 162 giorni  |
| Staffetta 4×400 m       | 3'28"39 | Manuela Derr Stefanie Fabert Anke Wöhlk Grit Breuer           | Germania Est Squadra nazionale under 20 | 31 luglio 1988    | Sudbury, Canada                | 17 anni e 14 giorni 18 anni e 363 giorni 17 anni e 228 giorni 16 anni e 166 giorni |
| 100 m hs (v.)           | Alto | Peso                                                          | 200 m (v.)                              | Lungo (v.)        | Giavellotto                    | 800 m                                                                              |
| 13"33 (-0,3 m/s)        | 1,89 m | 13,16 m                                                       | 23"71 (-0,3 m/s)                        | 6,36 m (+1,1 m/s) | 47,61 m                        | 2'17"99                                                                            |

## Indoor

### Maschili
Statistiche aggiornate al 2 febbraio 2023.
| Specialità              | Prestazione | Atleta             | Nazione       | Data             | Luogo                           | Età                  |
| ----------------------- | --- | ------------------ | ------------- | ---------------- | ------------------------------- | -------------------- |
| 60 m piani              | 6"51 | Mark Lewis-Francis | Gran Bretagna | 11 marzo 2001    | Lisbona, Portogallo             | 18 anni e 188 giorni |
| 200 m piani             | 21"04 | Onyema Adigida     | Paesi Bassi   | 11 febbraio 2018 | Apeldoorn, Paesi Bassi          | 18 anni e 35 giorni  |
| 200 m piani             | 21"04 | Erik Erlandsson    | Svezia        | 20 gennaio 2023  | Växjö, Svezia                   | 18 anni e 246 giorni |
| 400 m piani             | 46"16 | Edward Faulds      | Gran Bretagna | 19 febbraio 2022 | Birmingham, Regno Unito         | 19 anni e 49 giorni  |
| 800 m piani             | 1'46"89 | Kacper Lewalski    | Polonia       | 22 febbraio 2022 | Toruń, Polonia                  | 18 anni e 291 giorni |
| 1 000 m piani           | 2'22"98 | Nils Schumann      | Germania      | 5 febbraio 1997  | Erfurt, Svezia                  | 18 anni e 261 giorni |
| 1 500 m piani           | 3'36"02 | Jakob Ingebrigtsen | Norvegia      | 20 febbraio 2019 | Düsseldorf, Germania            | 18 anni e 154 giorni |
| Miglio                  | 4'03"88 | Lukas Verzbicas    | Lituania      | 5 febbraio 2011  | Boston, Stati Uniti d'America   | 18 anni e 30 giorni  |
| 3 000 m piani           | 7'51"20 | Jakob Ingebrigtsen | Norvegia      | 1º marzo 2019    | Glasgow, Regno Unito            | 18 anni e 163 giorni |
| 5 000 m piani           | 14'06"78 | Lukas Verzbicas    | Lituania      | 11 marzo 2011    | New York, Stati Uniti d'America | 18 anni e 64 giorni  |
| 60 m ostacoli (99,0 cm) | 7"34 | Sasha Zhoya        | Francia       | 22 febbraio 2020 | Miramas, Francia                | 17 anni e 242 giorni |
| Salto in alto           | 2,28 m | Aleksej Dmitrik    | Russia        | 26 gennaio 2003  | Samara, Russia                  | 18 anni e 289 giorni |
| Salto con l'asta        | 5,88 m | Armand Duplantis   | Svezia        | 25 febbraio 2018 | Clermont-Ferrand, Francia       | 18 anni e 107 giorni |
| Salto in lungo          | 7,99 m | Mattia Furlani     | Italia        | 29 gennaio 2023  | Stoccolma, Svezia               | 17 anni e 356 giorni |
| Salto triplo            | 17,20 m | Melvin Raffin      | Francia       | 3 marzo 2017     | Belgrado, Serbia                | 18 anni e 206 giorni |
| Getto del peso (6 kg)   | 22,48 m | Konrad Bukowiecki  | Polonia       | 8 gennaio 2016   | Toruń, Polonia                  | 18 anni e 297 giorni |
| Eptathlon (under 20)    | 6 062 punti | Jente Hauttekeete  | Belgio        | 14 febbraio 2021 | Francoforte sul Meno, Germania  | 18 anni e 337 giorni |
| Eptathlon (under 20)    | \| 60 m \| Lungo \| Peso \| Alto \| 60 m hs \| Asta \| 1000 m \| \| ---- \| ------ \| -------------- \| ------ \| -------------- \| ------ \| ------- \| \| 7"07 \| 7,33 m \| 15,64 m (6 kg) \| 2,10 m \| 8"06 (0,99 cm) \| 4,70 m \| 2'46"71 \| |                    |               |                  |                                 |                      |
| 60 m                    | Lungo | Peso               | Alto          | 60 m hs          | Asta                            | 1000 m               |
| 7"07                    | 7,33 m | 15,64 m (6 kg)     | 2,10 m        | 8"06 (0,99 cm)   | 4,70 m                          | 2'46"71              |

### Femminili
Statistiche aggiornate al 2 febbraio 2023.
| Specialità       | Prestazione | Atleta                  | Nazione       | Data             | Luogo                               | Età                  |
| ---------------- | --- | ----------------------- | ------------- | ---------------- | ----------------------------------- | -------------------- |
| 60 m piani       | 7"07 | Ewa Swoboda             | Polonia       | 12 febbraio 2016 | Toruń, Polonia                      | 18 anni e 201 giorni |
| 200 m piani      | 23"15 | Dina Asher-Smith        | Gran Bretagna | 2 marzo 2014     | Sheffield, Regno Unito              | 18 anni e 88 giorni  |
| 400 m piani      | 52"37 | Ella Räsänen            | Finlandia     | 1º marzo 2013    | Göteborg, Svezia                    | 19 anni e 33 giorni  |
| 800 m piani      | 1'59"03 | Keely Hodgkinson        | Gran Bretagna | 30 gennaio 2021  | Vienna, Austria                     | 18 anni e 333 giorni |
| 1 000 m piani    | 2'41"79 | Delia Sclabas           | Svizzera      | 24 febbraio 2019 | Magglingen, Svizzera                | 18 anni e 108 giorni |
| 1 500 m piani    | 4'08"38 | Konstanze Klosterhalfen | Germania      | 6 febbraio 2016  | Karlsruhe, Germania                 | 18 anni e 353 giorni |
| Miglio           | 4'38"81 | Ciara Mageean           | Irlanda       | 22 gennaio 2011  | New York, Stati Uniti d'America     | 18 anni e 316 giorni |
| 3 000 m piani    | 8'56"36 | Konstanze Klosterhalfen | Germania      | 28 febbraio 2016 | Lipsia, Germania                    | 19 anni e 10 giorni  |
| 5 000 m piani    | 16'27"69 | Yuliya Stashkiv         | Ucraina       | 14 febbraio 2003 | Fayetteville, Stati Uniti d'America | 19 anni e 6 giorni   |
| 60 m ostacoli    | 8"00 | Klaudia Siciarz         | Polonia       | 18 febbraio 2017 | Toruń, Polonia                      | 18 anni e 340 giorni |
| Salto in alto    | 2,02 m | Jaroslava Mahučich      | Ucraina       | 31 gennaio 2020  | Karlsruhe, Germania                 | 18 anni e 134 giorni |
| Salto con l'asta | 4,71 m | Wilma Murto             | Finlandia     | 31 gennaio 2016  | Zweibrücken, Germania               | 17 anni e 234 giorni |
| Salto in lungo   | 6,91 m | Larissa Iapichino       | Italia        | 20 febbraio 2021 | Ancona, Italia                      | 18 anni e 217 giorni |
| Salto triplo     | 13,91 m | Ana Peleteiro           | Spagna        | 23 febbraio 2014 | Sabadell, Spagna                    | 18 anni e 83 giorni  |
| Getto del peso   | 17,58 m | Emel Dereli             | Turchia       | 28 dicembre 2013 | Istanbul, Turchia                   | 17 anni e 306 giorni |
| Pentathlon       | 4 542 punti | Alina Shukh             | Ucraina       | 4 febbraio 2017  | Tallinn, Estonia                    | 17 anni e 358 giorni |
| Pentathlon       | \| 60 m hs \| Alto \| Peso \| Lungo \| 800 m \| \| ------- \| ------ \| ------- \| ------ \| ------- \| \| 8"98 \| 1,89 m \| 13,81 m \| 6,12 m \| 2'16"84 \| |                         |               |                  |                                     |                      |
| 60 m hs          | Alto | Peso                    | Lungo         | 800 m            |                                     |                      |
| 8"98             | 1,89 m | 13,81 m                 | 6,12 m        | 2'16"84          |                                     |                      |